# Dil Ne Jise Apna Kahaa
Dil Ne Jise Apna Kahaa (hindi: दिल ने जिसे अपना कहा, urdu: دل نے جسے اپنا کہاDil Ne Jise Apna Kaha; tłum. „”To co serce nazywa swoim”) – indyjski film debiutującego aktora Atul Agnihotri. W filmie grają Salman Khan, Preity Zinta i Bhoomika Chawla. To historia mężczyzny zrozpaczonego po stracie ukochanej żony. Spotyka on kobietę, której przeszczepiono jej serce.
Film nawiązuje do hollywoodzkiego dramatu „Wróć do mnie” (Return to Me” z Davidem Duchovnym i Minnie Driver).

## Obsada
- Salman Khan – Rishabh
- Preity Zinta – Dr. Parineeta (Pari)
- Bhoomika Chawla – Dhani
- Rati Agnihotri – Dr. Shashi Rawat
- Helen – babcia Dhani
- Renuka Shahane – siostra Rishabha
- Aashif Sheikh – R. Tripathi
- Viju Khote
- Riya Sen – Kamini.
- Delnaaz Paul

## Muzyka i piosenki
Autorami muzyki są A.R. Rahman i Himesh Reshammiya.
A.R. Rahman, który skomponował też muzykę do takich filmów jak: Roja, Rangeela, Kisna, Swades, Yuva, Water, Rebeliant, Rang De Basanti, Guru, Dil Se, Saathiya, Lagaan, Taal, Zubeidaa, Ziemia, Tehzeeb, The Legend of Bhagat Singh, Bombay, Kannathil Muthamittal, Boys.
Himesh Reshammiya, nominowany za muzykę do filmów: Humraaz (2002), Dla ciebie wszystko (2003), Aksar (2006), Aashiq Banaya Aapne, autor muzyki do takich filmów jak Aitraaz, Dil Maange More, Vaada, Blackmail, Yakeen, Kyon Ki, Shaadi Se Pehle, Chup Chup Ke, Dil Diya Hai, Namastey London, Ahista Ahista, Shakalaka Boom Boom, Apne, Maine Pyaar Kyun Kiya?, Silsilay, 36 China Town, Banaras – A Mystic Love Story, Fool and Final, Good Boy Bad Boy, Welcome i Karzzzz.
- Dil Ne Jise Apna Kaha
- Bindiya Chamkne Lagi
- Yeh Dil To Mila Hai
- Jaane Bahara
- Go Balle Balle
- Zindagi Hai Dua
- Meri Nas Nas Mein Tum Ho
- Dil Ne Jise Apna Kaha – Instrumental